# Distance de visibilité (marquage routier)

Distance de visibilité en courbe

Dans le domaine du marquage routier, la distance de visibilité est définie de manière précise comme la distance à laquelle un objet placé sur l'axe de la route à 1 m au-dessus de la chaussée peut être aperçu par un observateur placé sur l'axe de la route et dont l’œil est à 1 m au-dessus de la chaussée.
Cette définition est différente de celle utilisée en conception routière mais cette différence est minime et la définition donnée ici présente un caractère de réciprocité qui facilite la détermination pratique des lignes à tracer.

## Problème des masques fixes ou mobiles
Les règles prévues à du code de la route conduisent à établir, au moyen d'une combinaison de lignes continues et discontinues, des zones de dépassement interdit aux points singuliers où la distance de visibilité est inférieure à un certain minimum Δ.
La valeur minimale Δ de la distance de visibilité à partir de laquelle le marquage doit être effectué varie avec le point singulier considéré et est fonction de la vitesse des véhicules à l'approche de ce point.
Lors des mesures de distances de visibilité il arrive que les obstacles latéraux gênant la visibilité soient constitués par des “masques variables”, dus à l'état de la végétation suivant les saisons. Dans de tels cas, la distance de visibilité varie donc en fonction de la saison ; on doit alors retenir comme mesure de la distance de visibilité, celle qui correspond à la situation la plus fréquente.
Les obstacles à la visibilité constitués par des masques mobiles, c'est-à-dire essentiellement les poids lourds, seront pris en compte pour le marquage des virages à droite.

## Problème des véhicules lents
Une détermination exacte des zones où le dépassement est dangereux implique l'étude statistique des vitesses des véhicules sur la route considérée et la fixation de la distance minimale de visibilité permettant le dépassement compte tenu de ces vitesses et de leur distribution.
Cette distance varie en effet suivant la vitesse des véhicules les plus rapides mais dépend également de la proportion et de la vitesse des véhicules lents, et donc, dans une certaine mesure, de la composition du trafic.
La distance de visibilité qui permet le dépassement dépend aussi de la vitesse des véhicules circulant en sens inverse, ainsi que de leur nombre.
En outre, sur une route à deux voies, ces mêmes véhicules peuvent retarder l'exécution des manœuvres de dépassement : le conducteur qui s'apprête à dépasser doit alors attendre que la voie de gauche soit libre pour entamer sa manœuvre et a d'ailleurs besoin dans ce cas d'une plus grande distance que s'il n'avait pas été retardé.
Ces considérations montrent la complexité d'une étude du dépassement par suite des nombreux facteurs qui interviennent. Suivant les valeurs qui leur sont attribuées et leur combinaison, la distance permettant le dépassement peut varier du simple au double en un même point singulier.
La distance minimale de visibilité à adopter pour l'établissement des lignes continues sur les routes à deux ou trois voies est donc nécessairement un compromis. Si l'on adopte la distance la plus longue; c'est-à-dire celle qui correspond aux conditions les plus défavorables au dépassement, les lignes ainsi déterminées garantissent la sécurité mais elles restreignent considérablement l'utilisation de la chaussée alors que ces conditions très défavorables ne se présentent que rarement.
Lorsque le trafic comporte un pourcentage notable de véhicules lents, on peut craindre que les usagers ne respectent pas le marquage si la visibilité est suffisante pour dépasser le véhicule lent qui les précède. Aussi, la distance minimale à prendre pour base doit être telle que la fréquence des dépassements qui pourraient être tentés sans danger alors que le marquage l'interdit soit assez faible. S'il en était autrement, l'utilisation de la route en serait considérablement gênée et la sécurité serait illusoire car des infractions ne manqueraient pas d'être commises.

## Définition de la vitesse pratiquée V15
La valeur de Δ doit correspondre à la vitesse pratiquée par les véhicules à l'approche d'un point singulier.
Sur chaque section où l'on estime qu'il peut y avoir lieu de réaliser une ligne continue, on effectue les mesures des vitesses pratiquées au point où approximativement débutera la ligne d'avertissement. On construit la courbe de distribution des vitesses relevées et on retient comme valeur la vitesse V15 qui n'est dépassée que par 15 % des usagers. Cette définition est similaire à celle du V85 utilisé en conception routière.
Dans les sections où le manque de visibilité ou la présence d'un autre point singulier (rétrécissement, intersection…) conduit à mettre en place une ligne continue mais où la géométrie n'est pas contraignante par rapport au reste du tracé (virage de grand rayon très faible pente…) on peut s'abstenir de mesurer le V15 et l'estimer en fonction des caractéristiques de la section (ou le mesurer une fois pour toutes une section homogène). II ne faut pas toutefois oublier l'influence sur le V15 d'un fort pourcentage de poids lourds.
Les valeurs de V15 mesurées ou estimées, seront plafonnées à 100 km/h pour les routes à double sens et 120 km/h pour les routes à chaussées séparées. En agglomération, cette valeur sera limitée à la vitesse réglementée.
Ces valeurs limites permettent de conserver une marge de sécurité lorsqu'on rencontre des routes ayant de bonnes caractéristiques géométriques tout en garantissant l'homogénéité du marquage.

## Valeur de la distance de visibilité Δ
En fonction des valeurs de V 15, les valeurs de Δ sont définies dans le tableau ci-dessous :
| V 15 (en km/h)                  | 40 | 50 | 60 | 70  | 80  | 90  | 100 | 110 | 120 |
| Distance de visibilité Δ (en m) | 40 | 60 | 90 | 120 | 160 | 200 | 250 | 300 | 360 |

Une valeur de Δ est donc attachée à chaque point singulier et Δ varie ainsi le long d'un itinéraire en fonction des vitesses pratiquées.
Toutefois les longueurs des lignes continues engendrées pourraient devenir inadmissibles pour les usagers. On peut alors mettre des lignes de dissuasion.

Application : Signalisation d'un virage